# Бойня на Сэнд-Крик

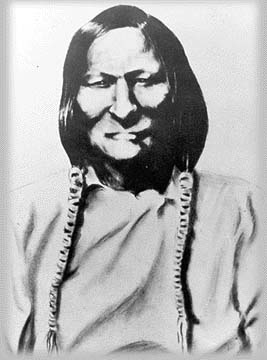
Чёрный Котёл

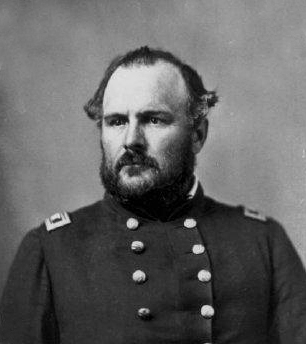
Джон Чивингтон

Резня у Сэнд-Крик — нападение американских регулярных войск и добровольцев под командованием полковника Джона Чивингтона на мирный лагерь шайеннов и арапахо на реке Сэнд-Крик[уточнить] 29 ноября 1864 года.

## Предыстория

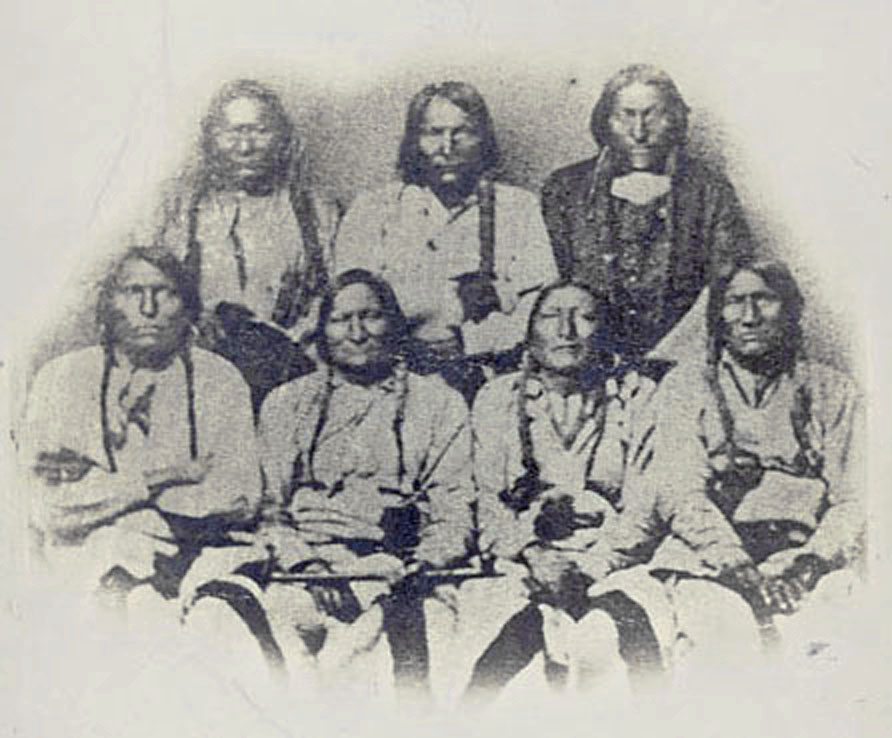
Вожди шайеннов, арапахо и кайова на переговорах в Денвере, 28 сентября 1864 года.

В 1858 году в Скалистых горах было найдено золото (Золотая лихорадка Пайк Пик). Это привело к увеличению потока белых золотоискателей через территорию обширной индейской резервации и конфликтам между ними и индейцами. Власти Колорадо обратились к федеральным властям с просьбой о сокращении территории резервации. В 1861 году шесть вождей шайеннов, включая вождя Чёрный Котёл и Белая Антилопа, и четыре вождя арапахо, включая вождя Левая рука, подписали с представителями властей США в форте Уайз новый договор, в котором они уступали большую часть своих территорий. Невыгодный для индейцев договор сокращал территорию резервации более чем в 13 раз и многие группы, особенно шайеннские Воины-Псы, отказались его подписывать, заявив, что не будут жить в резервации под контролем белых людей. Столкновения между индейцами и американцами продолжались.
В 1864 году американские войска без объявления войны начали разрушать лагеря шайеннов, уничтожив до 10 % всех поселений. Подразделение лейтенанта Джорджа С. Иайра (George S. Eayre) в Канзасе подошло к летнему охотничьему лагерю шайеннов у реки Смоки Хилл (Smoky Hill). Вожди индейцев Худой (Тощий) Медведь и Звезда вышли для мирных переговоров, но были убиты. Этот инцидент спровоцировал войну возмездия шайеннов Канзаса.
Губернатор Колорадо и полковник Чивингтон, командующий полком волонтёров, вернувшихся с гражданской войны, выступили за жёсткую политику в отношении индейцев, которых белые поселенцы обвиняли в краже продовольствия.
К чёрту всех, кто любит индейцев! … Я пришёл уничтожать индейцев и верю, что под небом нашего Господа для их уничтожения хороши и достойны все средства. … Убивайте и скальпируйте всех, больших и маленьких; гниды станут вшами.
Полковник Джон Мильтон Чивингтон
Но племена шайеннов и арапахо, которыми руководили вожди Чёрный Котёл и Левая Рука, согласились жить в небольшой резервации на Сэнд-Крик и поддерживать мир с поселенцами. После переговоров с властями Колорадо примерно 800 мирных индейцев поставили свой лагерь в указанном американцами месте, чтобы их не спутали с враждебными индейцами. Над типи Чёрного Котла развевался огромный американский флаг, подаренный ему властями, чтобы защитить мирный лагерь от нападения американских войск. Большинство мужчин, поверив обещаниям властей, покинули лагерь, чтобы охотиться на бизонов. Вместе с женщинами и детьми осталось только около 60 воинов.

## Резня
28 ноября после многомесячных бесплодных поисков враждебных индейцев в прериях полковник Чивингтон во главе 700 бойцов 1-го и 3-го кавалерийских полков штата Колорадо и полка конных волонтёров выдвинулся к лагерю мирных индейцев. В ночь на 29 ноября солдаты и волонтёры устроили попойку, заранее празднуя свою победу. Утром 29 ноября 1864 года Чивингтон приказал своим войскам атаковать лагерь. Капитан Силас Соул и лейтенант Джозеф Крамер 1-го кавалерийского полка Колорадо отказались выполнить приказ и приказали своим людям не открывать огонь. Однако остальные подразделения немедленно атаковали лагерь, невзирая ни на американский флаг, ни на белый флаг, который был поднят над лагерем сразу после того, как солдаты открыли огонь. Нападение оказалось полной неожиданностью для индейцев, некоторые успели вскочить на коней, но большинство бросилось бежать вверх по ручью.
Одним из первых был убит вождь шайеннов Белая Антилопа, семидесятипятилетний старик, заключивший мир с американцами. Вождь арапахо Левая Рука стоял под ружейным и артиллерийским огнём, демонстративно сложив руки на груди, полагая, что белые люди атакуют по ошибке. Он был смертельно ранен, но его вынесли с поля боя и он умер через несколько дней. Конные волонтёры преследовали убегающих вверх по ручью людей, чтобы отрезать им путь к отступлению, а спешившиеся солдаты не спеша продвигались за ними и «зачищали» лагерь индейцев. С южного склона каньона по убегающим людям била артиллерия. Некоторые индейцы пытались зарыться в речной песок. Немногочисленные воины шайеннов и арапахо прикрывали отход женщин и детей, которые стремились укрыться в ближайших холмах. Воины отбивались в течение четырёх часов, большинство из них погибли, оставшиеся в живых отступили вверх по ручью, среди них был и Чёрный Котёл.
Солдаты Чивингтона действовали очень жестоко. Они скальпировали убитых мужчин и отрезали у женщин груди, уродуя трупы до неузнаваемости. Женщины и дети, не оказывавшие никакого сопротивления, были убиты, раненых добивали.
Я видел тела индейцев, расчленённые на множество кусков; изувеченные так, что это невозможно представить; женщины, разрезанные на мелкие куски… ножами; скальпированные, с раскроенными черепами; двухмесячные дети… там лежали люди всех возрастов, от грудных младенцев до воинов … И кто их изувечил? Армия США…
Джон С. Смит, Показания комиссии Конгресса, 1865
Пальцы и уши отрезали от тел вместе с украшениями. Тело вождя Белая Антилопа, которое лежало отдельно на дне каньона, удостоилось особого внимания. Помимо скальпирования солдаты отрезали ему нос, уши и мошонку, чтобы сделать из неё кисет …
Стэн Хойг (Stan Hoig)
Даже уходя, солдаты продолжали добивать найденных в лагере раненых, разграбили индейские типи и увели лошадей. После бойни солдаты Чивингтона захватили в качестве трофеев фрагменты расчленённых тел, включая половые органы жертв и человеческие эмбрионы. Свою добычу они демонстрировали жителям Денвера, «украшая» мужскими и женскими гениталиями не только сёдла, но и шляпы.

## Потери
Перед комиссией Конгресса, изучавшей обстоятельства бойни, Чивингтон утверждал, что были убиты 500—600 индейских воинов. Историк Алан Бринкли писал, что были убиты 133 индейца, из которых 105 женщины и дети. Белый очевидец Джон С. Смит сообщал о 70—80 убитых индейцах, включая 20—30 воинов, что согласуется с данными Бринкли относительно числа убитых воинов. Джордж Бент, сын американца Уильяма Бента и индейской женщины, который находился в лагере во время атаки и был ранен, давал разные оценки потерь индейцев. 15 марта 1889 года он написал о 137 убитых: 28 воинов и 109 женщин и детей. Но 30 апреля 1913 года, в пожилом возрасте, он написал о «примерно 53 мужчинах» и «110 женщинах и детях» убитых и множестве раненых. В силу малочисленности индейцев для некоторых индейских родов потери женщин и детей были очень тяжелым ударом.
Первоначальные отчёты сообщали о 10 убитых и 38 раненых американских солдатах. Но в итоге насчитали 4 убитых и 21 раненого в 1-м кавалерийском полку и 20 убитых и 31 раненого в 3-м полку, в сумме 24 убитых и 52 раненых. С учётом внезапности нападения и многократного перевеса в силах потери американской армии представляются чрезмерными. Ди Браун писал, что такие потери были следствием дружественного огня пьяных солдат Чивингтона, но другие источники не подтверждают это предположение.

## Последствия бойни

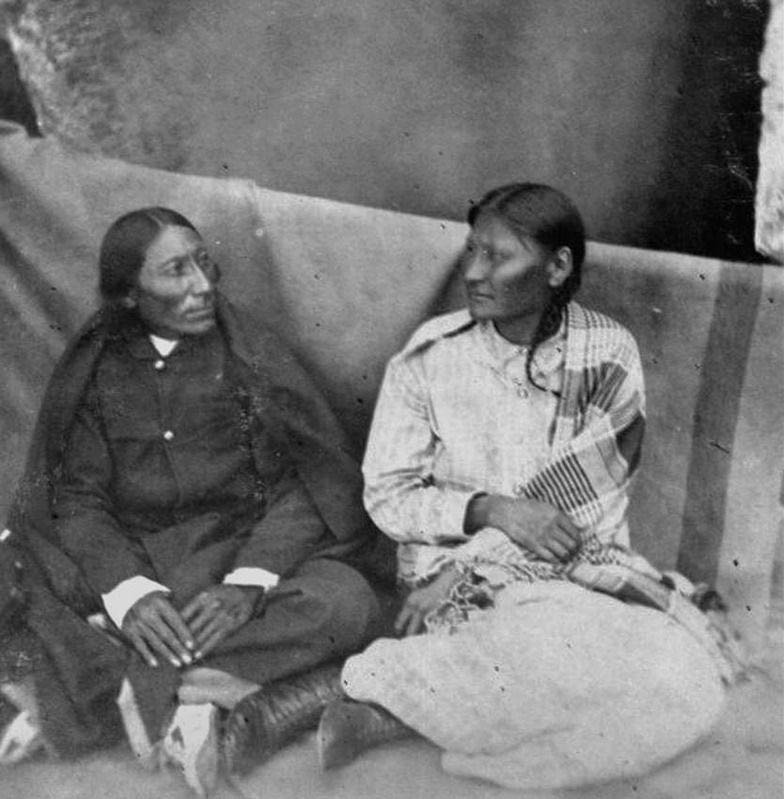
Мочи — индейская женщина, пережившая бойню и ставшая после этого воином, в плену у американцев.

Резня на Сэнд-Крик нарушила традиционный общинный строй у шайеннов. Были убиты вожди, выступавшие за мир с белыми людьми. Возросло влияние Воинов-Псов, которые всегда выступали против заключения каких-либо договоров с чужаками и поселения в резервацию. Шайенны стремились отомстить за убитых близких людей.
После ничем не спровоцированной бойни именно тех индейцев, которые стремились к миру, южные и северные шайенны, северные арапахо и лакота объединились в войне против американцев, которая продолжалась более двух десятилетий. Зимой 1865 года боевые действия объединённых племён сиу, шайеннов и арапахо привели к значительным разрушениям, грабежам и гибели многих белых поселенцев, включая женщин и детей. Окончательную точку в этой серии конфликтов поставила только бойня на ручье Вундед-Ни в 1890 году.
Правительство США создало комиссию для расследования действий полковника Чивингтона. Американские власти признали свою вину за события у Сэнд-Крик и согласились выплатить компенсацию выжившим шайеннам и арапахо. Губернатор Колорадо был отправлен в отставку, но единственным наказанием полковника Чивингтона было крушение его политических амбиций.

## В искусстве
Бойня на Сэнд-Крик получила отражение в фильмах «Солдат в голубом» и «Маленький большой человек», сериале «На Запад».а также в фильме «Братья по крови» 1975
В литературе со значительными изменениями была описана в романе Эмилио Сальгари «На Дальнем Западе».